# Mato Rusan
Mato Rusan (Brčevac kod Vrbovca, 12. veljače 1930. – Zagreb 27. kolovoza 2011.), hrvatski katolički svećenik, isusovac, duhovni pisac.

## Životopis
Rođen je kao jedanaesto i posljednje dijete Jurja i Ane Rusan. U vrlo pobožnoj seljačkoj obitelji s mnogo djece - imao je Mato Rusan još 3 brata i 7 sestara - roditelji su htjeli da im barem jedno dijete postane svećenik: najmlađi Mato će stoga s 11 godina krenuti u srednju školu kod Dominikanaca u Zagrebu. Nakon što je iza 2. svjetskog rata ta škola ukinuta, polazi jednu godinu građansku gimnaziju u Zagrebu, a potom se pridružuje sjemeništu pri  Nadbiskupskoj gimnaziji na Šalati stupa 1947. god., na prijedlog i uz zauzimanje očevog bratića mons. Leopolda Rusana, u isusovački novicijat na Fratrovcu u Zagrebu. Po završetku gimnazije u nadbiskupskom sjemeništu, nastavlja sa studijem filozofije i teologije. Tih se godina pokazuje da mu je zdravlje krhko, te su mu poglavari čak savjetovali da napusti Družbu Isusovu. Nakon opsežnog školovanja karakterističnog za isusovce, 1957. biva zaređen za svećenika; svoje zadnje redovničke zavjete daje 1964. godine.
Prvih dvadesetak godina svećeništva obavlja župničke poslove u Savskom Nartu, u Borovici kod Vareša (BiH), te u Veprincu kod Opatije. Potom je obavljao razne poslove (ekonom, upravitelj područne crkve, kapelan) kod isusovačkih kuća u Zagrebu, Beogradu i Osijeku. Od početka 1990.-ih godina već ostarjeli o. Mato Rusan biva raspoređen na službu u kući uz Baziliku Srca Isusovog u Zagrebu, gdje je traženi ispovjednik.
Dugo godina objavljuje članke vjerske tematike namijenjene širokom čitateljstvu, naviše u časopisima "Glasnik Srca Isusova i Marijina" i "Mi". Od 2005. godine objavljuje knjige o vjerničkom životu, tempom od jedne godišnje. Zadnja od tih knjiga objavljena je 2009. pod naslovom "Quo vadis, Europa?"; Mato Rusan tu nastoji sagledati povijesni hod zapadne civilizacije u njenoj vezi s kršćanstvom, te ukazuje na odnos s Crkvom i prema Crkvi kao suštinski važan za javni život i za čovjeka. 
Umro je 27. kolovoza 2011., u 81. godini života, 65. godini redovništva i 55. godini svećeništva. Pokopan je na zagrebačkom groblju Mirogoj.

## Djela
- 2005. Izvor i vrhunac života: Razmatranja o presvetoj Euharistiji. Zagreb: Filozofsko-teološki institut Družbe Isusove. [Suautor Marijan Steiner.]
- 2006. Kako najuspješnije živjeti. Zagreb: Filozofsko-teološki institut Družbe Isusove.
- 2007. Evo vam puta najizvrsnijega! Zagreb: Filozofsko-teološki institut Družbe Isusove.
- 2008. Trčim prema cilju da postignem nagradu. Zagreb: Filozofsko-teološki institut Družbe Isusove.
- 2009. Quo vadis, Europa? Zagreb: Filozofsko-teološki institut Družbe Isusove.

## Vanjske poveznice
- Arhivirana inačica izvorne stranice od 15. ožujka 2014. (Wayback Machine) "Trčim prema cilju" prezentacija knjige o. Mate Rusana (izd. 2008.) kod "Verbum" Split
- "Quo vadis, Europa?", prezentacije knjige o. Mate Rusana (izda 2009.) kod "Verbum" Split